# Сидни (Британская Колумбия)
Си́дни или Сидней — курортный городок в северной части полуострова Саанич на острове Ванкувер в канадской провинции Британская Колумбия, расположенный чуть севернее провинциальной столицы Виктория.
В ясную погоду из города хорошо видны расположенные на территории США вулкан Маунт-Бейкер на востоке и гора Рейнир на юго-востоке.
Муниципалитет был основан 30 сентября 1952 года. С 1 января 1967 Сидни имеет статус городка (Town Municipality).

## Расположение
Город расположен в Столичном региональном округе и граничит на северо-западе с муниципалитетом Норт-Саанич, а на юге с муниципалитетом Сентрал-Саанич. Он расположен у пролива Харо, соединяющего проливы Джорджия и Хуан-де-Фука.

## Демография
Согласно переписи населения, в 2011 году число жителей муниципалитета составило 11.178 человек. Таким образом, по сравнению с переписью 2006 года население уменьшилось на 1,2 %, в то время как население в целом по Британской Колумбии выросло за тот же период на 7,0 %. Средний возраст жителей составляет 56,9 лет, что намного выше среднепровинциального уровня в 41,9 лет.

## Экономика
Средний доход работников в Сидни по состоянию на 2005 год составлял 28.131 $, что превышало средний уровень по провинции британская Колумбии в 24.867 $. Разница в доходах между мужчинами (36.067 $; в среднем по провинции 31,598 °C $) и женщинами (23225 °C $; в среднем по провинции 19,997 °C $) имеет примерно такой же разброс, как и в среднем для всей провинции.
Население занято в основном в сфере торговли, а также в здравоохранении и сфере социального обеспечения.

## Транспортное сообщение
Сидни расположен к востоку от шоссе 17. К западу от городка находится аэропорт Victoria International, а к северу — паромный терминал Суорц-Бэй, откуда ходят паромы на материк (через паромный терминал Твассен в Ванкувере), а также в Анакортес (Вашингтон). Паромный терминал управляется американской компанией Washington State Ferry.

## Туризм
Сидни является курортным городом. Его основной достопримечательностью является его расположение у пролива Харо. В городке есть яхтенный причал, где туристы могут покормить тюленей и половить омаров, и расположенный рядом небольшой океанариум. Причалы Сиднея являются отправной точкой для южных островов национального парка Галф-Айлендс.